# Calixa-Lavallée
Calixa-Lavallée è un comune del Canada, situato nella provincia del Québec, nella regione di Montérégie.
La località prende il nome da quello del compositore Calixa Lavallée.